# Anemia microcítica
Anemia microcítica es un término genérico para cualquier tipo de anemia caracterizada por glóbulos rojos pequeños. Normalmente el volumen corpuscular medio (abreviado como VCM en el los resultados del hemograma) es de 76 a 100 fl, los eritrocitos más pequeños (<76 fl) se describen como microcítico y los más grandes (> 100 fl) como macrocíticos.
La formación de eritrocitos presentan un tamaño mucho más reducido de lo habitual, esto es provocado por un déficit de hierro que es el componente fundamental en la producción de hemoglobina lo cual va a provocar que los glóbulos rojos se visualicen hipocrómicos, es decir que presenten un color menos intenso de lo normal.
En la anemia microcítica, los glóbulos rojos (eritrocitos) son por lo general también hipocrómicos, lo que significa que los glóbulos rojos (que deben su color a la hemoglobina) son más pálido que de costumbre. Esto se puede cuantificar con la hemoglobina corpuscular media o hemoglobina celular media (HCM), que es la cantidad de hemoglobina por célula, el valor normal es de 27 a 32 picogramos (pg). Es similar a la concentración de hemoglobina corpuscular media (CHCM), que da la cantidad de hemoglobina por volumen de eritrocitos (normalmente de unos 320-360 g/l, o 32-36 g/dl). Por lo tanto, en general, la anemia de esta categoría se describe como "anemia microcítica hipocrómica".

## Causas
Entre las causas habituales de la anemia microcítica se incluyen:

### En el niño[4]
- Anemia ferropénica. (falta de hierro) Por lejos, la causa más común de anemia en general y de la anemia microcítica, en particular.[5] Esta anemia produce microcitosis, ya que esta aparece cuando existe una cierta disminución en la formación de los eritrocitos, es decir un déficit de eritropoyesis; por otro lado, aparece con rapidez para destruir eritrocitos cuando existe pérdidas de sangre, hemorragias o déficit de nutrición.[6] En el transcurso del ciclo de la vida se puede observar un aumento de factores que son favorables a la ferropenia:
  - Pérdida excesiva. En el adulto se va a presentar la eliminación de pocas cantidades de sangre de manera crónica, siendo este un factor para padecer anemia ferropénica.
  - Aporte disminuido. En niños lactantes de entre 6 a 12 meses de edad se puede apreciar la presencia de un tipo de anemia ferropénica considerada como un factor fisiológico, debido a que las reservas de hierro por lo general sufren un agotamiento alrededor de los 4 a 6 meses. Es importante prevenir este tipo de anemia y esto es posible a través de la lactancia materna, debido a que en esta etapa el hierro es mucho más absorbible.
  - Disminución en la absorción. Este factor es muy poco habitual, debido a que la absorción de hierro se produce en la parte proximal del yeyuno y en el duodeno, por lo cual el ácido clorhídrico que se encuentra en el estómago colabora con el paso de hierro que se ingiere en forma ferrosa para convertirla en forma férrica, lo que proporciona una mayor absorción.
- Talasemia. Es una enfermedad en la cual encontramos deficiencias genéticas en genes específicos que son encargados de codificar cadenas de globina alfa y beta, produciéndose una síntesis desbalanceada de estas cadenas, lo que conlleva a una prematura muerte del hematíe. Existen alrededor de 100 mutaciones, cada una de ellos con rasgos característicos de severidad que varían para producir talasemia, puesto que pueden presentarse desde formas asintomáticas hasta anemias microcíticas severas.  Los pacientes con menor grado de talasemia presentaran una leve anemia microcítica, puesto que el grado mayor de talasemia es considera una enfermedad grave que se manifiesta poco después del nacimiento y con necesidad de transfusión.[6]

### En el adulto
- Anemia de trastornos crónicos. (ATC- anemia por enfermedades crónicas). Estas anemias son causadas por cualquier tipo de enfermedad, ya sea aguda o crónica y representa un tercio de las causas que conllevan a producir microcitosis. La base etiopatogénica se encuentra elaborado por las distintas citocinas que se secretan en el transcurso de estas enfermedades. Otro aspecto importante es que existe una inhibición en la proliferación y maduración de la serie roja, dichos hallazgos hacen referencia a los procesos inflamatorios con hiperferritinemia (aumento de hierro en la sangre) que hace referencia a un aumento en relación con la velocidad de sedimentación de la proteína C.[7]  El estado hipoproliferativo da como resultado a las A.T.C, por lo cual existe una disminución para la producción de glóbulos rojos por parte de la médula ósea, es decir, puede producirse debido a tres causas principales que mantienen una estrecha relación con las citoquinas proinflamatorias.  
  - Causas
    1. La hepcidina en aumento.
    2. Eritropoyetina en aumento.
    3. Eritropoyesis suprimida junto con el déficit de vida media de eritrocitos.
- Anemia ferropénica. (Por disminución de hierro en la sangre). Se conoce de antemano que un déficit en la cantidad de hierro trae como consecuencia la aparición de un sinnúmero de anemias, debido a que desempeña un importante papel, puesto que el hierro es el de portador oxígeno en el grupo hem de hemoglobina, también lo podemos encontrar en distintas proteínas celulares que son esenciales, así como los citocromos y mioglobina, por lo que no sería de sorprenderse si la falta de hierro conduce a otros efectos diferentes a las anemias.[6]
- Anemia de enfermedades crónicas, aunque esto normalmente causa una anemia normocítica normocrómica
- Deficiencia de cobre. El déficit de cobre es caracterizado por la presencia de anemia microcítica, neutropenia y de ciertas anormalidades esqueléticas, destacándose la desmineralización que se considera poco común. Si existe una deficiencia de cobre severa, los niveles en el suero y en la ceruloplasmina se desplomarían hasta en un 30 % con respecto a lo normal.  Dentro de los signos más comunes que pueden presentarse debido a la deficiencia de cobre en sangre es la anemia microcítica, la misma que no tiene buenos resultados al ser intervenida con terapias de hierro, sin embargo, se la puede tratar con una suplementación de cobre, este déficit de cobre puede ser diagnosticado una vez que se han determinado sus niveles plasmáticos, niveles de ceruloplasmina o del citocromo C oxidasa.[7]
- Anemia sideroblástica. Es un conjunto de trastornos heterogéneos que pueden manifestarse hereditariamente o pueden ser adquiridas, las cuales se caracterizan por el nivel elevado  y patológico de hierro en los eritroblastos, más específicamente en su mitocondria perinuclear. Este tipo de Anemias pueden diagnosticarse por la presencia de sideroblastos en anillo cuando se realiza el aspirado en la médula ósea[6]
- Envenenamiento por plomo (poco frecuente). La exposición al plomo el cual es un mineral de origen natural que es utilizado en los materiales de construcción hasta las pilas, puede provocar graves problemas de salud, es un mineral tóxico para las personas sin embargo los fetos que no han nacido y los recién nacidos son los que se exponen a padecer problemas de salud provocados por una intoxicación por plomo, sus cuerpos, de menor tamaño y todavía en proceso de crecimiento, los hacen más vulnerables a la absorción y a la retención de plomo.[7]
- Deficiencia de piridoxina.
- Mieloma.

Otras causas que "normalmente" se consideran que ocasionan anemias normocíticas o macrocíticas también deben ser consideradas, y la presencia de dos o más causas de anemia pueden distorsionar la "típica" imagen de cada una.
El índice de Mentzer (El índice se calcula a partir de los resultados de un recuento sanguíneo completo. Si el cociente del volumen corpuscular medio (VCM, en fL) dividido por el recuento de glóbulos rojos (en millones por microlitro) es inferior a 13, se dice que es más probable la talasemia. Si el resultado es mayor de 13, entonces se dice que la anemia por deficiencia de hierro es más probable) es una herramienta utilizada para identificar la causa de la anemia microcítica.

## Síntomas
Los síntomas más relevantes que presenta la microcitosis son :
- Fatiga, debilidad muscular y cansancio repetitivo.
- Marcada pérdida de la resistencia.
- Dificultad para respirar.
- Mareo.
- Piel pálida.

## Tratamiento
Se recomienda la administración de suplementos que contenga hierro y vitamina c, los mismos que ayudaran a que mejore la capacidad con la que el organismo absorbe el hierro. En casos severos la persona que presenta esta enfermedad puede presentar complicaciones a nivel del corazón por lo que deberá recibir una transfusión de sangre con la finalidad de elevar el número de eritrocitos que el organismo requiere.